# کوسول ۸۶۸۷
سیارک ۸۶۸۷ (به انگلیسی: 8687 Caussols، نامگذاری:1992PV) هشت هزار و ششصد و هشتاد و هفتمین سیارک کشف شده‌است که در ۸ اوت ۱۹۹۲ کشف شد.